# Брајковићи (Травник)
Брајковићи је насељено место у Босни и Херцеговини у општини Травник. Административно припада Федерацији Босне и Херцеговине, односно њеном Средњобосанском кантону. Према попису становништва из 2013. у насељу је било 540 становника, а већинску популацију чинили су Хрвати.

## Становништво
По последњем службеном попису становништва из 2013. године у овом насељу живело је 540 становника, а село је било етнички хомогено са већинском хрватском популацијом.
| Националност | 2013. | 1991.        | 1981.        | 1971.        |
| Бошњаци      | —     | 8 (1,54%)    | 65 (12,67%)  | 223 (34,25%) |
| Хрвати       | —     | 498 (95,59%) | 447 (87,13%) | 425 (65,28%) |
| Срби         | —     | 2 (0,38%)    | 1 (0,19%)    | 1 (0,15%)    |
| Југословени  | —     | 9 (1,73%)    | 0            | 0            |
| остали       | —     | 4 (0,76%)    | 0            | 2 (0,31%)    |
| Укупно       | 540   | 521          | 513          | 651          |